# Jean-Michel Pilc

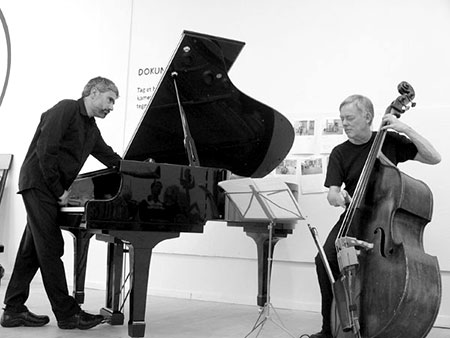
Jean-Michel Pilc mit dem Bassisten Mads Vinding

Jean-Michel Pilc (* 19. Oktober 1960 in Paris) ist ein französischer Jazz-Pianist und Komponist.
Pilc, der das Jazz-Klavierspiel autodidaktisch erlernte, spielte in Paris unter anderem mit Martial Solal, Daniel Humair, Aldo Romano und Michel Portal. 1995 übersiedelte er nach New York City, wo er mit François Moutin und Ari Hoenig ein eigenes Trio gründete. Mit dem Trio trat er in den USA und Kanada ebenso auf wie in Lateinamerika, Europa, Afrika und Japan auf. 2000 entstanden die CD Jean-Michel Pilc Trio – Together – Live at Sweet Basil, NYC – Vol. 1 & 2, anschließend das Studioalbum Welcome Home. Auf beiden sind auch eigene Kompositionen von Pilc zu hören. 2003 folgte Cardinal Points. 2004 erschien Pilcs erstes Soloalbum Follow Me; 2005 nahm er – wieder in Trio-Besetzung – Live at Iridium, New York mit dem Bassisten Thomas Bramerie und dem Schlagzeuger Mark Mondesir auf. 2004 wirkte er an Rosario Giulianis Album More than Ever mit; 2017 legte er mit Sam Newsome das Duoalbum Magic Circle vor.
Neben der Arbeit mit seinem Trio trat er mit Musikern wie Roy Haynes, Michael Brecker, David Liebman, Jean Toussaint, Rick Margitza, Marcus Miller, Kenny Garrett, Lenny White, Chris Potter, John Abercrombie, Lew Soloff, Elisabeth Kontomanou, J.D. Walter, Sam Newsome, Lars Graugaard, Jasper Somsen sowie Richard Bona auf und war zeitweise der Pianist von Harry Belafonte.
2000 wurde Pilc mit dem Prix Django Reinhardt als bester Jazzmusiker Frankreichs ausgezeichnet.